# Music of the Spheres (album de Mike Oldfield)
Pour les articles homonymes, voir Music of the Spheres.
Albums de Mike Oldfield
Light + Shade
(2005) Man on the Rocks
(2014)
Music Of The Spheres est le 24ème album de Mike Oldfield, sorti le 17 mars 2008 chez Mercury Records.

## Généralités
Mike Oldfield a annoncé en 2006 qu'il souhaitait revenir à une forme de musique plus complexe, dans la veine de ses premiers albums, la dernière décennie ayant surtout été marquée par des recueils de morceaux courts (The Millennium Bell, Guitars, Tres Lunas, Light + Shade, etc.).
Depuis le début de l'année 2007, les entretiens qu'il a accordés en marge de sa participation à la tournée espagnole Nights of the Proms ainsi que dans le cadre de la promotion de son autobiographie Changeling ont permis d'en savoir un peu plus sur son projet. Mike Oldfield a composé une pièce de musique classique pour orchestre, piano et guitare acoustique, et en a confié les arrangements pour orchestre au musicien Karl Jenkins. L'enregistrement a eu lieu en juin aux studios Abbey Road à Londres, avec un orchestre de circonstance baptisé Sinfonia Sfera Orchestra, dirigé par Jenkins. Les solistes de l'album, aux côtés d'Oldfield sont la chanteuse soprano néo-zélandaise Hayley Westenra ainsi que le pianiste chinois Lang Lang.
L'album a été présenté par Mike Oldfield lors d'une soirée organisée au club Tape à Berlin le 18 septembre 2007. Oldfield a indiqué à cette occasion qu'il pourrait travailler sur d'autres albums de musique classique à l'avenir si celui-ci était bien accueilli par le public.
La sortie de l'album, initialement prévue le 12 novembre 2007 au Royaume-Uni et le 9 novembre en Allemagne, a été reportée à janvier 2008 puis au 17 mars 2008, à la demande du musicien, dont l'épouse attendait un enfant (né en janvier 2008).
Le 7 mars 2008, Mike Oldfield a présenté pour la première fois son album à la presse au Musée Guggenheim de Bilbao, en Espagne.

## Morceaux de l'album
- Partie 1

1. Harbinger (04:08)
2. Animus (03:09)
3. Silhouette (03:19)
4. Shabda (04:00)
5. The Tempest (05:48)
6. Harbinger reprise (01:30)
7. On My Heart (02:27) avec Hayley Westenra

- Partie 2

1. Aurora (03:42)
2. Prophecy (02:.54)
3. On My Heart reprise (01:16)
4. Harmonia Mundi (03:46)
5. The Other Side (01:28)
6. Empyrean (01:37)
7. Musica Universalis (06:24)

## Personnel
- Mike Oldfield – Guitare classique
- Hayley Westenra – Chant
- Lang Lang – piano sur 1-3, 5, 6 et 9.
- Karl Jenkins – orchestrations, direction de l'orchestre et production
- Sinfonia Sfera Orchestra

### Orchestre
| - Chorale: - Mary Carewe - Jacqueline Barron - Nicole Tibbels - Mae McKenna - Heather Cairncross - Sarah Eyden - Premiers violons: - Richard Studt (leader) - Judith Temppleman - Tom Pigott-Smith - Harriott McKenzie - Tristan Gurney - Jemma McCrisken - Amy Cardigan - Joanna McWeeney - Gillon Cameron - Louisa Adridge - Kotono Sato - Jeremy Morris - Miriam Teppich - Vladimir Naumov - Seconds Violons: - Peter Camble-Kelly - Emma Parker - Sophie Appleton - Jenny Chang - Holly Maleham - David Lyon - Nicholas Levy - Joanna Watts - Lucy Hartley - Jo West - Sarah Carter - Elizabeth Neil | - Altos: - John Thorn - Rachel Robson - Edward Vanderspar - Emma Owens - Vincent Green - Olly Burton - Rachel Dyker - Sarah Chapman - Fay Sweet - Holly Butler - Violoncelles: - Sally Pendlebury - Jonny Byers - Chris Worsey - Verity Harding - Chris Fish - Lucy Payne - Morwenna Del Mar - Ben Trigg - Basses: - Sian Hicks - Hugh Sparrow - Jeremy Watt - Kylie Davis - Frances Casey - Ben Griffiths - Flûtes: - Gareth Davies - Juliette Bausor - Hautbois: - Roy Carter - Rosie Jenkins | - Clarinettes: - Chris Richards - Nick Ellis - Bassons: - Steven Reay - Louise Chapman - Cuivres: - Peter Francomb - Dave Tollington - Joe Walters - Evgeny Chebykin - Trompettes: - Gareth Small - Edward Pascal - Tom Watson - Trombones: - Simon Willis - James Adams - Bass Trombone: - Rob Collinson - Tuba: - Alex Kidston - Timbales: - Steve Henderson - Percussions: - Gary Kettel - Paul Clarvis - Sam Walton - Neil Percy |